# North Region (Singapur)
Die North Region (oder Nord) ist eine der fünf Regionen des Stadtstaates Singapur. Sie hatte 2019 573.950 ansässige Einwohner. Mit einer Gesamtfläche von 134,5 km² liegt die Region am nördlichen Ufer der Insel Singapur und grenzt im Osten an die North West Region, im Südwesten an die West Region und im Norden an die Straße von Johor. Woodlands ist das regionale Zentrum und auch das bevölkerungsreichste Stadtviertel. Insgesamt gliedert sich die Region in 7 Planungsgebiete und ein Central Water Catchment, welcher als Naturpark fungiert.
Die relative Isolation des Gebiets vom Innenstadtkern bedeutete eine eher verspätete Stadtentwicklung und eine größere Fülle an Grünflächen. Dennoch umfasst die Region mit Woodlands eines der größten modernen Stadtviertel Singapurs. In den letzten Jahren ist die Bevölkerungsdichte durch das Bevölkerungswachstum in Singapur deutlich gestiegen und die Stadtentwicklung wurde planmäßig vorangetrieben. Die Region beherbergt ca. 129.000 Wohneinheiten verschiedener Art, obwohl der öffentliche Wohnungsbau tendenziell dominiert. Die Region verfügt über 3 Quadratkilometer Erholungsflächen. Mit dem Singapore Zoo, Night Safari und River Safari verfügt die Region über drei Zoos.

## Planungsgebiete
- Central Water Catchment
- Lim Chu Kang
- Mandai
- Sembawang
- Simpang
- Sungei Kadut
- Woodlands
- Yishun

## Wirtschaft
Die Sembawang Shipyard ist eine Werft, die sich auf Schiffsreparaturen und -herstellung spezialisiert hat. Die Werft ist im Besitz von SembCorp Marine und besitzt das tiefste Trockendock in Südostasien.

## Militär

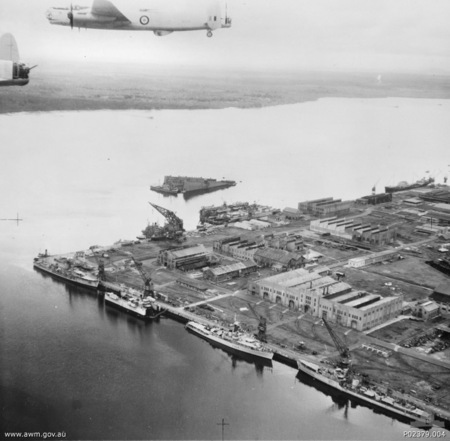
Singapore Naval Base (1953)

In der North Region befindet sich die Singapore Naval Base.

## Bildung
In der Region gibt es mehrere wichtige Bildungseinrichtungen. Dazu gehören das Nanyang Polytechnic, das ITE College Central und das Republic Polytechnic.

## Politik
Vor den 1990er Jahren bestanden die Wahlkreise Bukit Panjang und Sembawang, die größer waren. Sie wurden seitdem in kleinere Wahlkreise aufgeteilt – Marsiling-Yew Tee GRC (seit 2015), Nee Soon GRC (seit 2011), Sembawang GRC und Holland-Bukit Timah GRC (seit 1988).

## Galerie

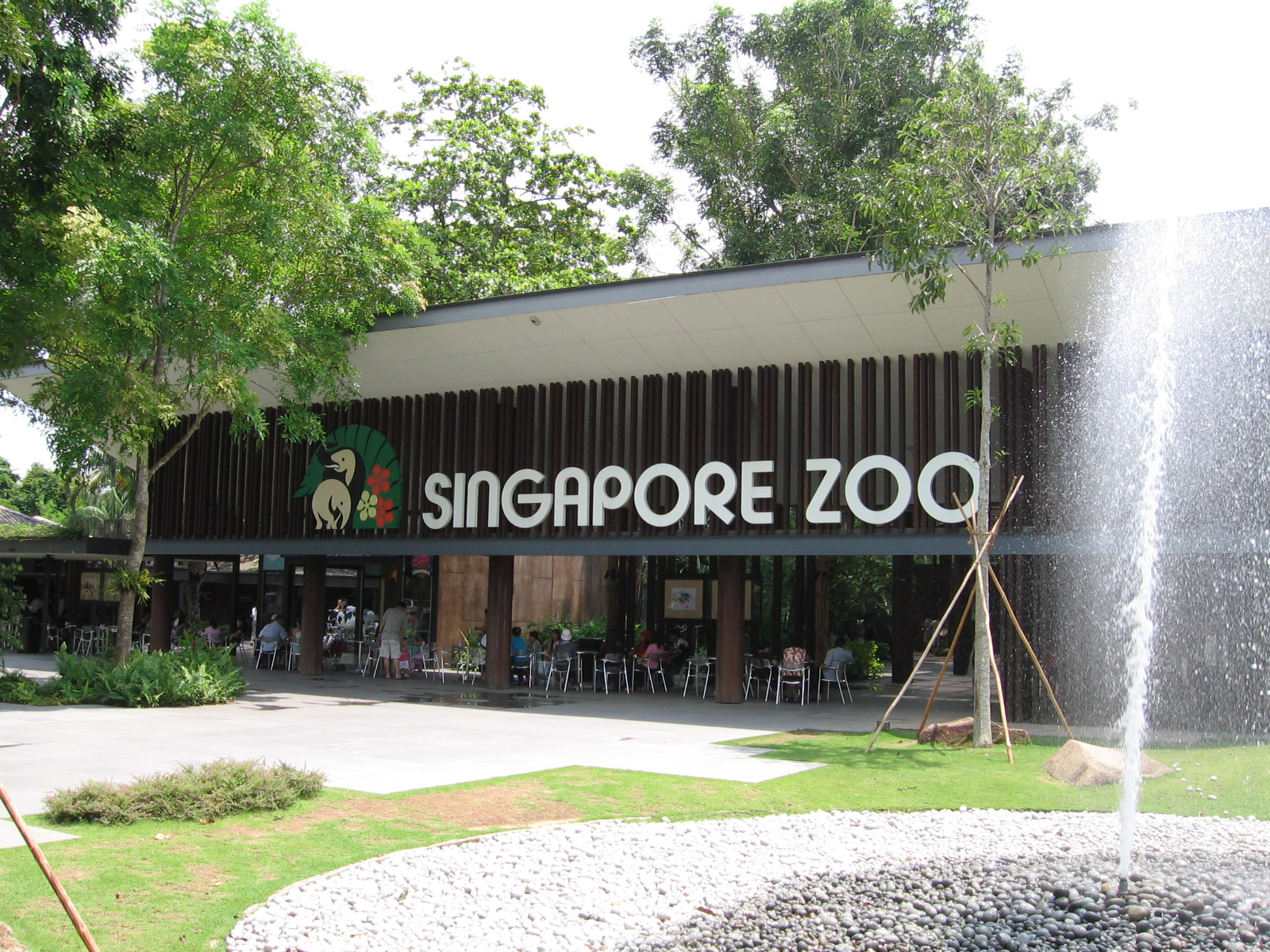
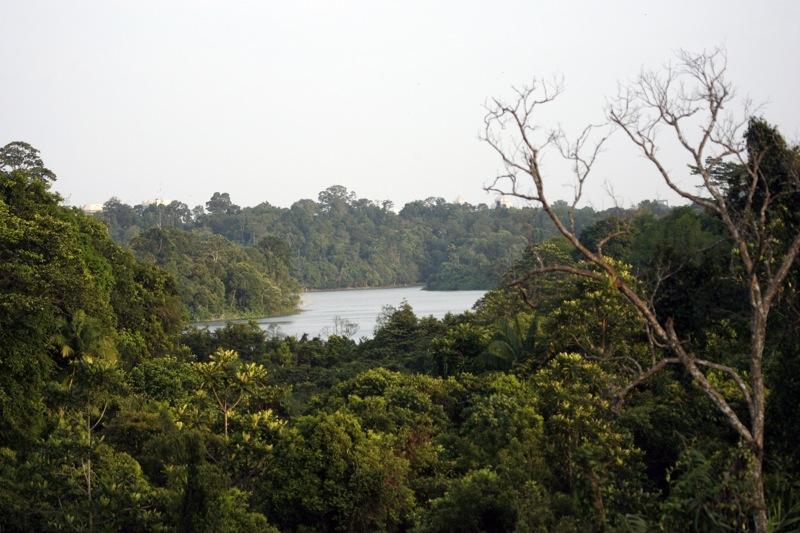
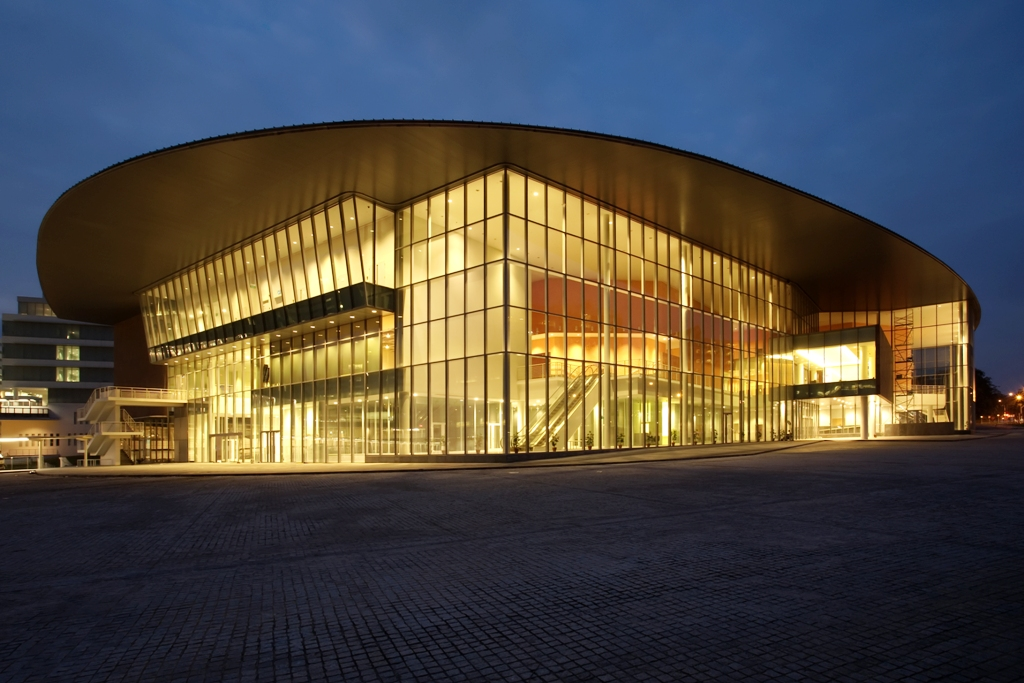
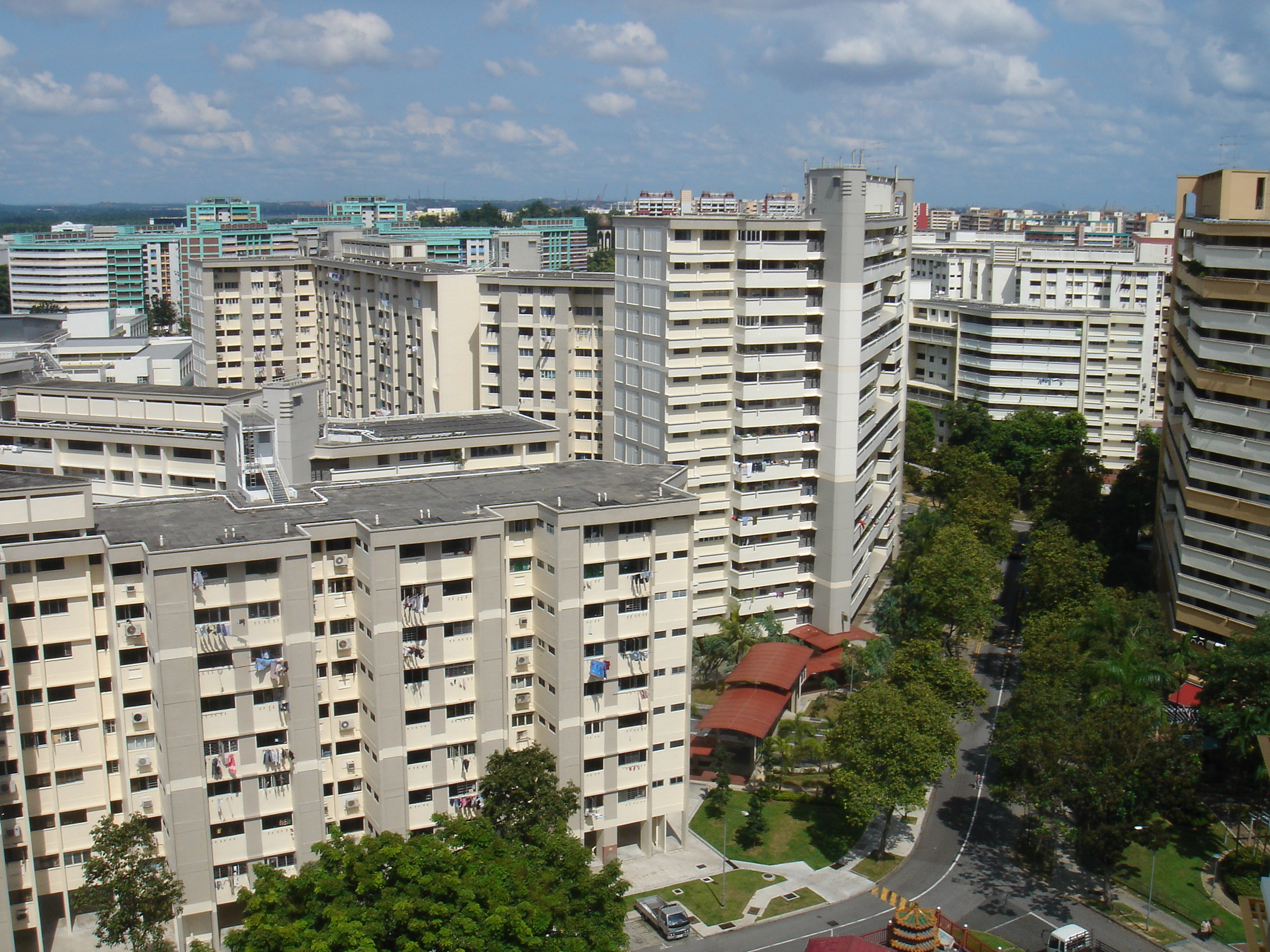
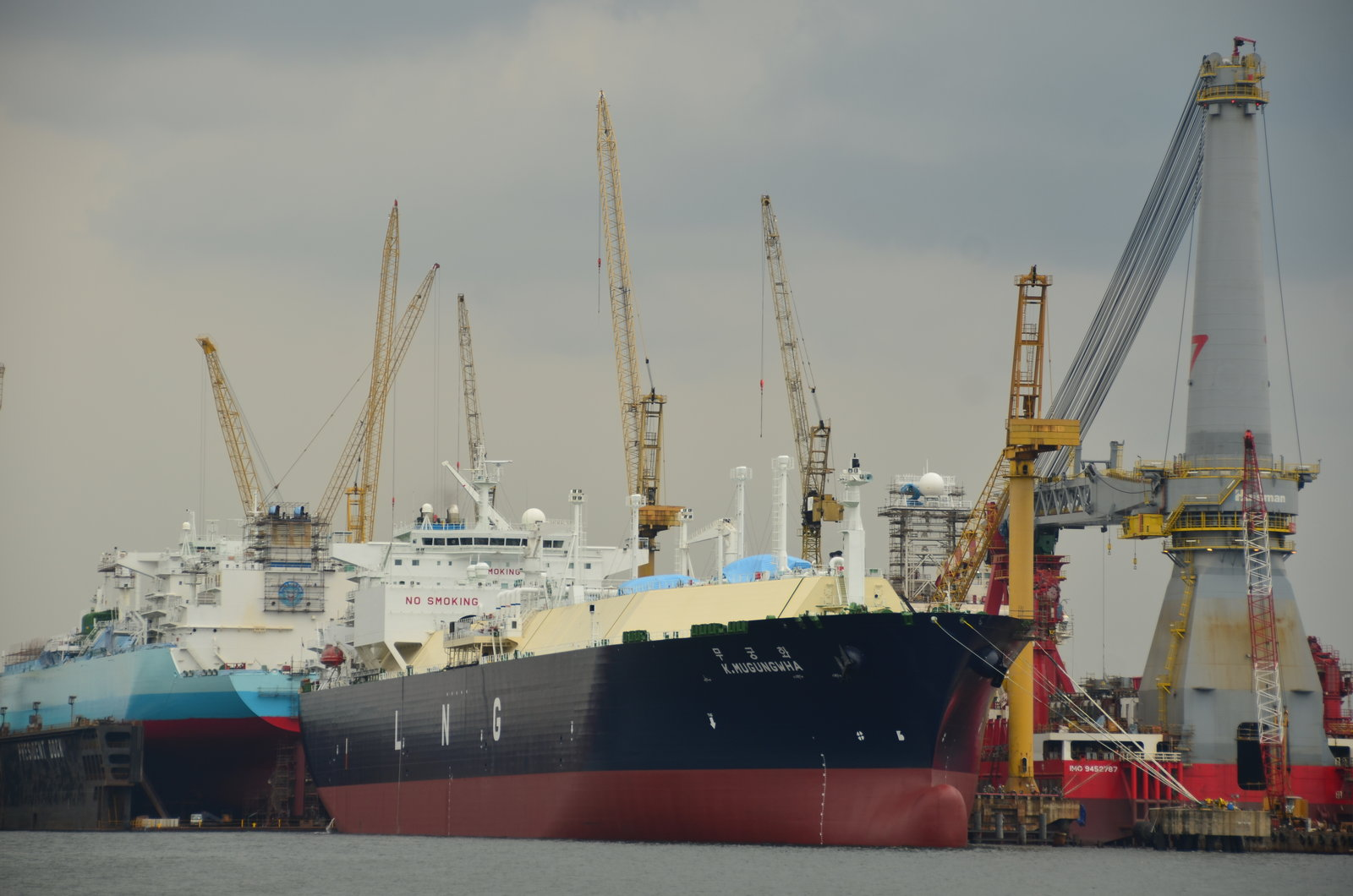